# Nikolaï Koudriavtsev
Pour les articles homonymes, voir Koudriavtsev.
Nikolaï Aleksandrovitch Koudriavtsev (en russe : Никола́й Алекса́ндрович Кудря́вцев ; 1893-1971) est un géologue russe, inventeur de la théorie du pétrole abiotique,,.

## Biographie
Koudriavtsev passa sa licence à l’Institut Plekhanov en 1922, obtint un doctorat en géologie et minéralogie en 1936, sans présentation de thèse, et devint professeur d'université en 1941.
Koudriavtsev fut en 1920 l'un des membres fondateurs du Comité géologique de l'Union des Républiques Soviétiques. De 1929 à 1971 il travailla à l'Institut panrusse de Pétrole et de Recherches Géologiques (VNIGRI (ru)). Ses théories hétérodoxes lui valurent d'être persécuté sous le Stalinisme : il fut interné pendant plusieurs années dans un goulag de Russie arctique comme « ennemi du peuple. » À sa libération, il fut interdit de séjour dans les villes centrales d’URSS. Son fils unique Aleksandre est mort lors de l'attaque allemande sur la forteresse de Brest-Litovsk en 1941.
Koudriavtsev dirigea plusieurs campagnes géologiques régionales qui aboutirent à la découverte des gisements de pétrole et de gaz du district de Grozny (Région Autonome de Tchétchénie), d’Asie Centrale, de la vallée de la Petchora, et d’autres régions d'Union Soviétique. Il prospecta la Géorgie, et fit en 1947 la synthèse des campagnes de prospection menées dans l'ouest sibérien, travail qui est à l'origine de la relance des exploitations pétrolières et gazières de Russie, laquelle vit le premier forage à blowout à Berezovo en 1953.
Nikolaï Koudriavtsev est décoré de l'ordre de Lénine, l'ordre de l'Insigne d'honneur et de la médaille pour la Défense de Léningrad.
Mort le 12 décembre 1971 à Léningrad, à l'âge de à 78 ans, Nikolaï Koudriavtsev est enterré au cimetière Serafimovski.

## La règle de Koudriavtsev
La règle de Koudriavtsev énonce que toute région où l'on trouve des hydrocarbures à une certaine profondeur, recèle aussi des hydrocarbures, en quantité variable, aux profondeurs supérieures et jusqu'aux roches du substratum. En outre, en vertu de la théorie du pétrole abiotique, ces dépôts d’hydrocarbures sont fréquemment recouverts de veines de houille. Le gaz est généralement enfoui aux plus grandes profondeurs, mais les poches de gaz peuvent alterner avec les poches de pétrole. Toutes les poches de pétrole sont recouvertes d'une roche généralement imperméable, qui empêche les remontées capillaires d'hydrocarbures. C'est d'ailleurs cette roche qui est à l'origine de l'accumulation d'hydrocarbure.

## Publications
- N.A. Koudryavtsev. Preuve géologique que le Pétrole se forme en profondeur (1959), éd. Trudy Vsesoyuz. Neftyan. Nauch. Issledovatel Geologoraz Vedoch. Inst. no 132, p. 242-262
- N.A. Koudryavtsev, Aperçu du potentiel pétrolier de l'ouest Siberien. Ed. GosGeolIzdat - Moscou et Léningrad, - 307 p.
- N.A. Koudryavtsev, 1951. Contre l’hypothèse du pétrole organique. Journal de l’Économie pétrolière. [Neftyanoe khoziaystvo], no 9. - p. 17-29
- N.A. Koudryavtsev. État des lieux de la question de l’origine du pétrole (1955), in Discussion sur le probleme de l’origine et de la migration du pétrole. - Kiev, Publ. de l'Acad. des Sc. d'Ukraine - p. 38-89
- N.A. Koudryavtsev, Pétrole, gaz et goudrons solides dans les roches ignées et métamorphiques. (1959) Proc. du VNIGRI no 142. - Léningrad, GosTopTechIzdat Publ. - 278 p.
- N.A. Koudryavtsev, Failles de profondeur et gisements de pétrole (1963) - Léningrad, GosTopTekhIzdat. – 220 p.
- N.A. Koudryavtsev, Facteurs déterminants pour la distribution des gisements de pétrole et de gaz dans l’écorce terrestre (1964), in Géologie des pétroles [Geologiya nefti]. Actes présentés par les géologues soviétiques au XXIIe Congrès International de Géologie (éd. Nedra)
- N.A. Koudryavtsev, Sur le métasomatisme haloïde (1966), in Problèmes de l'origine des pétroles. Porfiriev V.B., Ed. - Kiev, éd. Naukova Dumka - p. 144-173
- N.A. Koudryavtsev, Discours de clôture de la Conférence sur les régularités de distribution et les conditions de formation des champs de pétrole et de gaz de la plaine ouest-sibérienne (1967). - Moscou, éd. Nedra. - p. 246-249.
- N.A. Koudryavtsev, La formation du pétrole et du gaz naturel (1973) - Léningrad, éd. Nedra. - 216 p.